# Kazuki Dōhana
Kazuki Dōhana (japanisch 堂鼻 起暉 Dōhana Kazuki; * 5. Dezember 1998 in Takatsuki, Präfektur Osaka) ist ein japanischer Fußballspieler.

## Karriere
Kazuki Dōhana erlernte das Fußballspielen in der Jugendmannschaft von Vissel Kōbe sowie in der Collegemannschaft des Biwako Seikei Sport College.  Seinen ersten Profivertrag unterschrieb er im Februar 2021 beim Fukushima United FC. Der Verein aus Fukushima, einer Großstadt in der gleichnamigen Präfektur Fukushima im Nordosten der Hauptinsel Honshū, spielte in der dritten japanischen Liga. Sein Drittligadebüt gab Kazuki Dōhana am 14. März 2021 (1. Spieltag) im Heimspiel gegen den Fujieda MYFC. Hier stand er in der Startelf und spielte die kompletten 90 Minuten. Nach insgesamt 97 Ligaspielen für Fukushima wechselte er im Juli 2024 nach Iwaki zum Zweitligisten Iwaki FC.